# 我的世界事物列表
我的世界事物列表是《我的世界》（台湾又译作）的列表，裡面羅列了各種關於遊戲所在世界的資料。

## 環境
《我的世界》的環境中除了世界本身，还有時間系統、光線、物理系統和天氣變化等。

### 光線
在《我的世界》中，有一套計算光線強度的物理量（類似燭光(cd)或者瓦特/立弳(W/sr)）。將光線分為15級，每隔一公尺，光線會減少一級。在1.18之前一般在光線小於7級的地方會有敵對生物生成。在1.18更新后由于机制变化，多數敌对生物在光線0級的地方才可生成。玩家可以利用火把（亮度為14級）螢石、南瓜燈、紅石燈（亮度為15級）等照明物品來提升環境亮度，以防敌对生物生成。

### 天氣變化
在《我的世界》中，天氣有三种：晴天、降雨和雷暴，且大多数时间都会是晴天。与现实不同的是，游戏中的天气在世界的任何位置都是一样的。当天气为降雨或雷暴时，随着所处生物群系的不同，会有不同的表现形式。一般情况下，太阳、月亮和星星会消失，天色变得昏暗，并有降雨的效果，雷暴天气下甚至会出现闪电；在较为寒冷的生物群系，以及非炎热、干燥群系中海拔较高的区域，如針葉林 （页面存档备份，存于）和冰原，会以降雪的形式出现；在炎热、干燥的生物群系，如沙漠和莽原，则是阴天的形式，不会降雨和降雪。此外，所有下界、末地的生物群系只会发生阴天，因此在这些生物群系中，无法观测到天气变化。
天气的变化除了会影响太阳、月亮、星星的可见度，天空、云朵的颜色，也会实际影响亮度，以及敌对生物的生成系统，在雷暴天气时，敌对生物在一天中的任何时刻都会生成，而玩家也可以在一天中的任何时刻使用床睡觉。
游戏中的天气变化由降雨计时器和雷暴计时器控制，降雨计时器启动时，世界会开始降雨，若降雨启动器启动时，雷暴启动器也处于启动状态，则天气会变成雷暴。当玩家在降雨或雷暴天气睡觉并跳过时间后，两个计时器会被重置，使得玩家利用睡觉跳过时间后，天气总会是晴天。

### 時間系統
在《我的世界》中，有一個時間系統，最明顯的就是日夜交替，一個完整的日夜交替週期持續實際時間的20分鐘，換句話說，在游戏世界裡一天為續實際時間的20分鐘，白天10分鐘，晚上7分鐘，黎明与黄昏（即天色变亮或变暗的过程）各一分半钟。因此，Minecraft世界的時間變化速度{\displaystyle \Delta t}為真實世界的72倍，真實世界的一個月，相當於Minecraft世界的6年。
另外，《我的世界》亦有月相變化的時間系統，其變化周期為8個Minecraft日。

### 物理系統
在《我的世界》中，大部分的方塊不受重力影響，只有流體、實體及少數方塊会因重力而有落下的行为，因此常被評論為不切實際的（反牛顿），也因此，在玩家在建筑時不需要特别在意梁柱等設施，也可在游戏中建築出违反物理學的建築。
在《我的世界》中，流體只能從源頭方块流出，但除非源头方块遭到阻挡或消失，否則流体就可源源不絕地流出。绝大部分情况下，流体会倾向于往低处流。
在《我的世界》中，還存在极为複雜的红石系統。利用遊戲中的紅石材料，可以做出各式各样的機械和機關，如電子電路、邏輯閘、紅石連閃器、紅石陷阱、隱藏門、自動門，甚至是计算机。

## 遊戲模式
《我的世界》的遊戲模式主要有四种：生存模式、創造模式、冒险模式和旁观模式。另外还有四種遊戲難度：和平、簡單、普通、困難，在和平模式中，大部分的敵對生物不會出沒且玩家飢餓值不會減少，若是從其他难度調整至和平模式，无法在和平模式出现的敌对生物會被清除。

### 生存模式
在生存模式中，玩家必须依靠采集等行为获取资源，并以此制造自己需要的物品。除了采集，玩家也可以藉由杀死生物以獲取特定物品，例如杀死殭屍會掉落腐肉，杀死豬会掉落猪肉，而杀死羊除了会掉落羊肉外，還会掉落羊毛，杀死牛除了会掉落牛肉外，还有几率会掉落皮革。
在生存模式中，玩家会因行走、奔跑、跳跃等行为使饥饿值下降，一旦饥饿值归零，玩家就会受到伤害。除了饥饿，玩家还有可能因摔落、溺水、窒息或遭受攻击而受伤，使生命值下降，若生命值归零，玩家就会死亡。已死亡的玩家可以选择重生。
玩家可以在临近水源的地方種植作物，等待作物成熟后，便可采集，作为食物或制成食物，來回復飢餓值。敌对生物會根據不同的難度在地圖上較暗的地方出沒，玩家需要在夜晚來臨前蓋一棟房子或挖一個洞穴作為庇護所，避免敌对生物的攻击。

### 極限模式
极限模式大致与生存模式相同，但玩家只有一次生命，亦即玩家死亡后无法重生，遊戲難度被強制鎖定在困難，也无法开启作弊模式（使用如切换游戏模式的指令）。玩家死後可以選擇刪除世界或是旁觀世界（1.9版本至今）
尽管创建世界时无法选择游戏模式和开启作弊模式，还是可以通过进入游戏画面后按ESC到選項，点“对局域网开放”，在此即有开启作弊模式的选项，开启后便可改变遊戲難度及使用指令。
在基岩版在1.21.0.20加入極限模式，無法開啟作弊模式

### 創造模式
创造模式的玩家可以通過庫存選項獲得大部分的資源和物品，並且可以無限地使用。玩家能夠在遊戲世界裡自由飛翔，不會受到任何環境傷害（例如：跌落、爆炸、活埋），不会被敌对生物攻擊，也不會受到飢餓。在Java版中，创造模式的玩家只能以虚空或/kill指令收到伤害。因此，創造模式較適合玩家專注於大型的建設。

### 冒險模式
冒险模式於正式版1.3加入遊戲，它是專門設計讓玩家能體驗用戶製作的自定義地圖和冒險。冒险模式經由設定後，可包含极限模式的内容，也可同时具备RPG类游戏的特性。。冒險模式與生存模式類似，但引入了各種對玩家的限制，例如不能随意放置方塊，不使用適當工具無法摧毀方塊等，讓玩家只能用探險或依故事情節獲取所需的物品和經驗值，以符合地圖製作者的用意。

### 旁觀者模式
旁观者模式於正式版1.8加入遊戲。生存模式的玩家看不到处于旁觀者模式中的玩家，旁观者模式的玩家也无法與遊戲中任何部分互動，但可以查看其他实体的視角，或在世界里随意的移动，包含穿越方块等。目前有四種生物與玩家和其他生物看到的世界不同，分别是苦力怕、蜘蛛、洞穴蜘蛛和末影人。

## 多人遊戲
多人遊戲（Multiplayer）是Minecraft的遊戲模式之一。Minecraft的多人遊戲模式可以通過玩家管理伺服器，使多個玩家可以在同一個地圖內互動、溝通。玩家可以運行自己的伺服器，或使用託管服務提供商。單人遊戲也可以在區域網路上公開，讓其他玩家可以加入單人世界，但是這樣的多人遊戲沒有辦法做設定。多人遊戲伺服器的管理員可以使用伺服器指令，如調整時間、或傳送到其他玩家旁邊。管理員還可以設置限制允許進入伺服器的用戶名或IP地址。多人遊戲伺服器，為了提供玩家各種各樣的活動，有一些伺服器，會有自己獨特的規則和習俗。 在某些伺服器上，玩家可以參加各種遊戲，包括那些類似飢餓遊戲的比賽。此外，多人遊戲有一個特別的遊戲模式，稱為PvP（player versus player），啟用後，玩家之間即可以有打鬥Mojang在2013年宣布了Minecraft Realms，其為伺服器代理服務，旨在讓人們可以簡單、輕鬆、安全地運行多人遊戲伺服器。

## 實體
實體是包括在 Minecraft 中所有動態的、移動中的對象，包含生物、各种礦車、船、掉落的沙子、沙砾、红沙、物品等。

### 生物
在《Minecraft》的世界裡中，玩家可能會遇到各種各樣的非玩家角色，稱為「NPC」，包括動物、村民和敵對生物。
在白天，會有非敵對的動物出沒，如牛，豬，雞，羊等。他們可以被獵殺產生食物和製作材料，還有繁殖。到了夜間或在黑暗區域，會有敵對生物出沒，常見如蜘蛛、骷髏、殭屍、苦力怕及終界使者。有些生物因擁有特殊的能力，因此具有關注度，且被評論，如苦力怕會貼在玩家身旁自爆；終界使者會瞬間移動和拿起部分方塊。大多數非敵對生物如牲畜等則會在擊殺時掉落食物及經驗，但有些友好生物如蝙蝠並不會掉落任何物品。此外玩家也能與有著不同職業的村民交易。最後還有Boss生物，非常強大且難以擊殺。目前官方的Boss生物僅有終界龍及凋零怪。在1.19荒野更新加入的监守者拥有更高的血量和更高的伤害，以及无视护甲的远程攻击——音波尖啸，并会给予敌人“黑暗”的效果，但它并不是Boss生物。

## 地圖
地圖同等於一個世界，程序產生的能讓玩家探索的遊戲地圖是取決於種子碼，種子碼為英數，組合會影響地圖裡的結構，一般種子碼是從系統時鐘和某些隨機演算法產生數字序列，除由遊戲者手動指定使用的種子，否則幾乎不太可能開出相同的地圖。雖然上下的垂直運動有限制，但Minecraft的世界水平移動几乎找不到盡頭，因為地圖非常大（60000000*60000000），除非達到極其遙遠的地方時，會運行到技術問題。
地圖都是根據一串隨機且非常長的種子字串生成的，因此要隨機生成出兩幅完全相同的地圖是幾乎不可能的（但可以透過玩家手動鍵入種子字串以生成相同的地圖）。地圖的大小非常廣，地图可以生成为无限大，但是计算机可能无法承受甚至崩溃。在计算机生成的地形出现错误甚至崩溃之前，可活動範圍為長67,108,864米，宽67,108,864米，高319米（版本1.18以前為256米）（遊戲中的標準方塊大小為１立方公尺(1m x 1m x 1m)），其體積為260=1,152,921,504,606,846,976≈1.153×1018立方公尺。
目前遊戲中有三個地圖生成模式：「預設」、「超平坦／平地」和「巨型生物群系」，以及「下界（地獄）」和「末地」等地理環境。
區塊
在《當個創世神》的世界裡，會將整個地圖分成很多小部分，其稱為區塊（Chunks），每個區塊的水平大小皆為16x16，遊戲只會載入或建立玩家附近的幾個區塊而已。
重生點
玩家進入遊戲所在的地點稱為重生點，當玩家死亡時，会重新出生在重生點。在預設的情況下，重生點是玩家進入遊戲的位置，但玩家可以通过放置床並在床上睡一晚則可將重生點設定在床所在的位置。死亡後遺失的物品可以回到死亡地點撿回來。

## 遊戲世界

一個普通的遊戲世界

進入遊戲時，玩家會被放置在一個無限大且由程式運算產生的地圖.玩家可以找到各種地形包括平原，山區，廢礦，森林，洞穴，和各種地形。整個世界被分為各種生物群系從沙漠到叢林、雪原都有。

### 預設
仿現實中的環境地圖，有峡谷、叢林、草原、山脈、沼澤、沙漠、大海、雪地等基本的地理環境，到深層則有礦坑、洞穴、废弃矿井、地牢等。另外，還有现实世界中无法出现、不符合物理性质的浮岛（懸浮在半空中的地塊）。

### 主世界（The Overworld）

Minecraft的日出，可以看到方太陽從地平線升起，還有長方體的雲飄在空中

### 超平坦
是一個完全為平地的地圖，基本用來做各種測試，特殊地圖和創造。
該地圖會大量生成史萊姆，除非開啟和平模式。

### 巨型生物群系
巨型生物群系是會令主世界中的生物群系面積大幅增加的的世界類型，比默認的世界類形大十六倍。在1.18版本中被移除

### 放大化世界
放大化（Amplified）是一种Java版独有的世界类型，会生成许多巨大的山脉和直通基岩层的巨大洞穴

### 自定义世界
可以隨意定義自己世界裡的礦物出現概率，生成的高道上限，海平面高度，湖或溶岩湖的生成概率等等。在這你也可調校各項開發人員選項。在1.13版本（18w06a）中被移除。

### 自助式世界類型
可以選擇世界中僅有的一種生物群系，並可選擇以平地、洞穴、浮空島嶼的方式生成。

### 调试世界
无尽的虚空当中漂浮着Minecraft已有的所有方块，每种方块各一块。可以利用其中现成的下界传送门方块和末地传送门方块前往下界和末地，但下界和末地的地形与主世界相同。

## 維度
《當個創世神》的世界裡有三個維度，每個維度都有獨立的地形。

### 主世界
仿現實中的環境地圖，有峡谷、叢林、草原、山脈、沼澤、沙漠、海洋、雪地等基本的地理環境，到深層則有礦坑、洞穴、废弃矿井、地牢等。另外，還有现实世界中无法出现、不符合物理性质的浮岛（懸浮在半空中的地塊）。
地表
在Minecraft世界中，地表會因為在不同生態系而有所變化，例如：沙漠的地表由沙子組成、森林的地表由草方块組成、雪地的地表由雪組成、岩漠的地表由石頭組成。
平原
是一种主要为草构成，起伏不大的地形。
向日葵平原
長滿向日葵的草原。
森林
森林由許多種的樹種組成，常見的為橡樹、樺木等。
繁花森林
充滿花朵的森林。
山地
在Minecraft世界中，山地是一種起伏大的地形，海拔高度通常超過100格（有零算起，而非基岩層算起。）。在Beta 1.8之前，山地上可以有多個生態系，但在後來的更新版，山地被設定為獨立的生態系。
礫質山地
山脈主要由礫石組成。
疏林山地
有些許樹木的山地。
沙漠
完全由沙子和砂岩構成的世界，除河流外沒有水源，且有生成仙人掌和枯灌木。這個地形不會下雨。
沙漠湖泊
有些許湖泊的沙漠
沼澤
类似于平原，但是草地、树木颜色较深，水域略泛绿，且有紅樹林沼泽变种及青蛙。草地上常有多睡莲的暗綠色小水池，沼澤小屋只會在此生成。2022年初Mojang一度宣布要加入螢火蟲，可後來取消計畫。
針葉林
一种由杉木构成的森林。
巨木針葉林
樹非常高且粗的針葉林。
冰雪針葉林
类似于针叶林，且生长在冰原地区。
叢林
又稱熱帶雨林，是在Minecraft中的一種林地，主要由叢林木构成，树木一般十分高大且有藤蔓垂下。
竹林
於1.14加入。由大量很高的竹子構成，會在叢林附近出現，內有一種生物貓熊。
竹林山地
於1.14加入。是竹林的一種，少量竹子生長在山地上。
蘑菇島
這個地形晚上不會生成怪物。蘑菇島四周都是巨型蘑菇。蘑菇岛仅有一种生物——哞菇。這是迄今唯一在遊戲中虛構的生物群係。
黑森林
由深色橡木和巨型蘑菇組成的森林，由於樹的密度極高，有助於怪物生成，在這種地形行動十分危險，即使是白天。
樺木林
一種只有樺木組成的森林
热带草原
一種由金合欢木組成的草原，這個地形不會下雨。
巨木針葉林
和一般的針葉林類似，但有些杉木有2格寬，且地上有佈滿青苔的巨石。
冰雪凍原
地表被雪覆盖，且水域常常结冰的区域。
冰刺
冰雪凍原變種，由一群冰磚組成的錐狀柱為特點。
惡地
一種较为稀有，由紅沙和陶瓦組成的地形，枯灌木會在這裡生成，這種地形会不下雨。
海洋
海洋是一個很大的、平坦開闊並完全由水構成的地形。且有概率生成河豚，鳕鱼和海豚。不同溫度海洋在1.13加入。
溫暖海洋
海底會有珊瑚、海鞘。會生成熱帶魚、河豚等魚類。
溫和海洋
會生成熱帶魚、河豚、鱈魚等魚類。
寒冷海洋
會生成魷魚、鮭魚等魚類。
寒凍海洋
海上會有冰山，且有北極熊、流浪者等生物。沒有海豚。會生成魷魚、鮭魚等魚類。
深海
深度为30M以上，且海底几乎无光的地形，包含了海底遺蹟。
溫和深海
寒冷深海
寒凍深海
河流
河流，生成在每個地形，且旁邊會生成甘蔗。河流地形崎嶇，有時會生成烏賊和鮭魚。
海灘
主要在海/河边，一般由沙子构成，有時會有海龜。
雲
雲會往固定的方向漂，一般是由東向西飄，這也暗示着在Minecraft世界裡永遠吹東風。
天空
在Minecraft世界中，天空為藍色由雲、方形的太陽組成，晚上則由星星和月亮組成。
浮岛
在Minecraft世界中，浮岛（Floating "Islands"）是一種地形，它飘浮在空中，且找不到任何一處與地面上的任何地形相連。一般的浮岛可能只是懸崖邊的一些“浮空”小石塊和泥土堆，但有些浮岛非常巨大，有涌泉甚至有熔岩流出，有的浮島上有树木等植物生長。
盆地
处在高地/山之间的比周边较为低矮的平地
裂縫
在Minecraft世界裡，裂縫是一種狹縫型峽谷，是一種狹窄且深的峽谷。目前最新版本中不会自然生成。
湖泊
一种由陆地围成的水域。
湧泉
地底
在Minecraft世界裡，地底下不是只有岩石而已，而是會有一些結構，例如礦脈、洞穴、湖泊、熔岩、峽谷、地下水等地形
礦脈
在Minecraft世界裡，是在地底下不是由岩石組成的結構。一般的礦脈是由礦石組成的，如煤礦、鐵礦、紅石礦、青金石礦、金礦和鑽石礦，但有些礦脈不是由礦石組成的，而是由泥土或礫石組成的。礦脈經常會被洞穴切割，因此，在洞穴中尋找礦石可以節省很多時間。
洞穴
在Minecraft世界裡，洞穴，又稱洞窟，是指地底的通道或空間，可進入其中，可以分成各種：小洞穴、中型洞穴、大型洞穴、峽谷。
小洞穴
小洞穴主要分布在地表附近，有時會與其他洞穴相通。在小洞穴中，最常發現的礦石是煤礦，鐵礦和铜矿但偶爾會出現一些較珍貴的礦石。小洞穴經常連接到地表，因此有自然照亮的入口。
蒼鬱洞穴
蒼鬱洞穴主要分布在地表附近，长满了螢光梅和苔藓。偶尔会有水。在洞穴中，最常發現的礦石是煤礦，鐵礦和铜矿。
紫水晶洞
紫水晶洞主要分布在很深的洞穴里。可发现紫水晶簇和紫水晶方块。中層是方解石，外层包裹着光滑玄武岩。是一个圆形洞穴，大部分時候會有一個裂開一個入口，于1.17版本加入
地下湖泊
地下湖泊多单独存在于一个空间，附近通常有矿石。
峽谷
峽谷是一種高而長的裂縫，非常深。1.18由於地形更改後消失。
基岩層
为我的世界中的最底层，作为主世界与虚空的分界，生存模式中使用一些特殊方法可以破坏，创造模式可直接破坏。
地牢
地牢是一個5×5/5×7/7x7的小房間，由鵝卵石和青苔石組成，內部會有一個生怪磚、0～2個箱子。生怪磚會生出殭屍、骷髏、蜘蛛等怪物。
廢棄礦坑
一般会和洞穴连接在一起，可以看到有木栏杆和橡木组成的柱子在其中，地上会有断断续续的铁轨，以及一些箱子礦車。在这种建筑附近，矿物的数量会增多。
末地要塞
一個在地下的要塞，內有一些箱子，亦有通往末地的傳送門。只能用終界之眼或指令找到。
植物
樹木
一般的树木。
巨型蘑菇
像树一样的大蘑菇，打掉菇伞可能获得小蘑菇（数量随机）。
神庙
神庙有沙漠神庙和叢林神廟兩者，內部均有寶藏和陷阱，前者只能在沙漠找到，後者可以在熱帶雨林找到。
沙漠水井
在沙漠中随机生成的水井，1,20后会生成可疑的沙子，可以用来考古
沼澤小屋
会生成在沼泽中的一种小屋，由4根原木柱子撑起，所以不能直接进入，一般来说沼泽小屋中会有女巫和黑猫，但有一定概率没有。女巫会通过扔药水的方式攻击玩家。
雪屋
於1.10加入。會生成在冰雪凍原和冰雪針葉林，由雪組成的小屋。有時會有地下室。
沉船
於1.13加入。在海底有時會出現，裡面可找到寶箱。
海底廢墟
於1.13加入。在海底有時會出現，裡面可找到寶箱，且溺屍會在裡面出現，1.20后会生成可疑的沙砾，可以用来考古
村莊
一种随机生成的建筑群，一般会有一些房屋，一个水井，一两个教堂，一两个铁匠铺，以及一些村民，如果是在大型村庄，会在村庄中心生成铁傀儡，如果让铁傀儡看到玩家在攻击村民或者攻击铁傀儡的话，它们会攻击此玩家。Java 1.14失效
海底遺跡
於1.8加入。一種會生成在深海的建築，由海磷石磚和海燈籠組成。附近會生成深海守衛，內部會生成三隻遠古深海守衛。每個海底遺跡的結構都不同。
林地府邸
於1.11加入。一種會生成在黑森林的建築，由黑橡木組成的大房子。裡面會有衛道士和喚魔者。每個林地府邸的結構都不同

### 下界
仿照地獄形象，由岩漿海以及一些下界獨有方塊（例如下界岩、靈魂沙/土等）組成的地圖，其中存在著不少獨有的怪物及材料 在地獄/下界（The Nether）1.10版本前會生成殭屍豬人、恶魂、岩浆怪、烈焰人、凋零骷髏。材料包括下界石英，烈焰棒，恶魂之淚，凋零骷髅头颅等等。1.10以後在地獄還有岩漿塊，在岩漿湖旁可以找到。在1.16新增四個新生態域，而原有的生態域「地獄」則更名為「下界荒地」。
生態域
下界荒地（英語：Nether Wastes）
一種荒蕪的生態域，主要由下界岩組成。亦是最早加入於遊戲的下界生態域。
诡异森林（英語：Warped Forest）
藍綠色的森林。里面会大量生成末影人。是唯一沒有背景音樂的Minecraft生態域
緋紅森林（英語：Crimson Forest）
深紅色的森林。里面会生成猪灵和疣猪兽。
玄武岩三角洲（英語：Basalt Deltas）
由大量的玄武岩組成。
灵魂沙峡谷
由靈魂沙和靈魂土所組成的山谷。会大量生成恶魂和骷髅。在生存模式中是个很危险的地区。
建築物
下界要塞（英語：Nether Fortress）
一个由下界砖组成的要塞。可以在里面通过击杀烈焰人取得一种名叫“烈焰棒”的物品
堡壘遺跡（英語：Bastion Remnant）
一个由黑石组成的遗迹。里面有很多箱子和金块，且有猪灵和猪灵蛮兵看守。

### 末地
末地，全称「末路之地」，顧名思義，這是遊戲的最後地方，是一個由方塊「末地石」及黑曜石形成的「黑曜石柱」（空島）地圖。其中有末影人（Enderman）及末影龍（Enderdragon）。在1.9新增末地外島、末地城和末地船。在打敗末影龍後，將生成末地折躍門，可用末影珍珠經末地折躍門傳送至末地外島，那裏有大量紫颂樹，可獲得紫颂果和紫颂花。使用紫颂果可以让你随机传送并恢复饱食度。当然你也可以直接使用鞘翅和烟花火箭来飞离末地主岛并且在一段时间后抵达末地外島。
末地城
內有特殊生物，潜影贝，會射一顆令實體獲得漂浮效果的子彈。掉落潜影壳，可以用来做潜影盒。
末地船
內有飛行工具鞘翅（翅膀），可配合烟花火箭使用，達到續航能力（使用带有焰火之星的烟花时会使玩家受伤）。

## 其他环境

### 虚空（The Void）
虚空是在《我的世界》游戏里Y轴低于-64的生態域。当玩家进入虚空后，只要Y轴低于-64就会受到每秒8点的虚空伤害（基岩版创造模式不會），无论是任何模式都会死亡（在Java版中，基岩版不会）。另外虚空还是超平坦模式的一个预设，供地图作者使用，该预设世界中只有一个石头平台。亦是一生物群系，不会自然生成，可以使用单一生物群系世界生成模式调用。该生物群系完全是一个石头和湖泊生成的世界，寸草不生。

### 世界邊界（World boundary）
一般認為Minecraft有無限大，但其实還是有邊界的，Alpha 1.2.0（不含）版本以前，邊界是在距離地圖中心（也就是座標 ( x0 , z0 ) 的地方）32,000,000個方塊（格、公尺）的地方，試著進入會被卡住；Beta 1.8（不含）版本以前，邊界仍然與 Alpha 1.2.0時相同，但試圖進入時會落入虛空；正式版1.8以前，在距離地圖中心（也就是座標 ( x0 , z0 ) 的地方）30,000,000個方塊（格、公尺）的地方；1.8以後，可以根據玩家輸入的指令來移動世界的中心以及邊界的距離（預設值仍然是距離 ( x0 , z0 ) 30,000,000個方塊遠的地方）。在世界邊界外生物群系仍然会正常生成，但是只会由泥土和石头等方块构成，区块被认为不存在，光照系统失灵，玩家可以自由穿过任何方块。
基岩版自从Alpha测试中加入了无限世界后，世界是理论上无限大的，可是到达8百万格左右会因为溢出问题而进入假区块，就算进入了也会无限掉落到虚空而死。以前有所谓的边境之地和条纹大陆，不过至1.17.3就被移除。

### 邊境之地（Far Lands）
Beta 1.8（不含）版本以前，在距離地圖中心約12,550,820個方塊的地方，由於地形生成演算法則，此處的地形會變得極度扭曲，近乎呈現垂直分布（邊境之牆，Edge Far Lands），或是呈現層疊狀（邊境之角，Corner Far Lands），在下界中也是如此。Beta 1.8 版更新時（據說並非刻意的）被移除了，於是在後期的 Minecraft 版本中消失，但攜帶版推出無限地圖（Alpha 0.9）以後，邊境之地再度回到 Minecraft 的世界中，一樣在距離地圖中心約12,550,820個方塊的地方。

## 方塊
方塊是《當個創世神》世界中最基本的元素，玩家可以透過合成來取得部分的方塊和物品，也可以利用工具來取得方塊，但不是所有方塊都可以只使用一種工具取得或破壞，例如：、樹木应用斧頭砍、矿石、石头应该用镐子挖、蜘蛛網应用劍或剪刀打掉、樹葉或羊毛应用剪刀剪掉，否则破坏它们要花费很多时间或而且（或）无法得到掉落物另外有矿石，熔炼后可以與村民交易（绿宝石）
預設的方塊是由解析度為16x16的點陣圖組成，每一個方塊的體積皆為一立方公尺。

### 石頭
主世界含量最多的固體方塊，在用没有精准采集附魔的稿子挖掘後會變成圆石，熔煉後會變成平滑石頭，可以做成石磚及它的台阶和楼梯變種，也能透過水流由上而下接觸到熔岩生成。石頭一般出現在草方塊、土方塊、沙子下面。

### 沙子
在沙漠及惡地大量生成。有沙子和紅沙（Red Sand）兩種，都受重力影响，可製作成砂岩及其變種方塊等等。有機會出現在流浪商人的交易品項中。

### 沙砾
具有重力，在洞穴和山地及海底大量生成，也能和豬灵以物易物獲得，生成時有機率懸空。挖掘有概率掉落燧石，可合成各色混凝土粉末、泥胚等方塊。

### 泥土
在主世界大量生成的方塊，擁有草方塊、土徑、耕地、粗泥、菌絲、灰化土、缠根泥土等變種，可以在上方種植大部分的植物。會被蔓延的草地、菌絲、灰化土和苔藓覆蓋。

### 圆石
石頭被不带精准采集的稿子挖掘後的掉落物，會以村莊/僵尸村庄房屋的墙壁、叢林神廟和地牢的牆壁與林地府邸和掠奪者前哨站的部分結構生成，也能在水流方塊和熔岩流方塊的交接處生成。圆石可以製作等級大於木頭的劍、鎬、斧、锹、鋤，以及熔爐、發射器、投擲器等功能型方塊。熔煉後會變成石頭。

### 玻璃
玻璃（Glass）（由沙子烧制）是一种可被染色成染色玻璃（Stained Glass）的完全透明的装饰性方块。

## 模組
Mod（Modification的縮寫，即「修改」）指任何基於《當個創世神》原版遊戲內容的任何修改。模組越來越受歡迎，內容越來越有深度，甚至會提供與原版遊戲完全不一樣的遊戲體驗和目標。模組如今已經可以完全改變遊戲的原貌。